# Fredric Wertham
Fredric Wertham, né le 20 mars 1895 à Munich (Allemagne) et mort le 18 novembre 1981 à Kempton en Pennsylvanie est un psychiatre américain qui a mené une campagne contre les comics dans les années 1950.

## Études
Né Friedrich Wertheimer, il étudie à Munich, Erlangen et Londres, puis à l'Université de Wurtzbourg dont il est diplômé en 1921. Les influences principales dans sa carrière de psychiatre sont celles de Sigmund Freud, avec qui il eut une correspondance, et de Emil Kraepelin. C'est dans la clinique dirigée par ce dernier, où il a travaillé à partir de 1921 qu'il se forme une conviction qui va influencer considérablement ses travaux ultérieurs, celle selon laquelle l'environnement et la condition sociale ont une influence majeure sur le développement psychologique des enfants.

## Carrière américaine
En 1922, il s'installe aux États-Unis, où il prend un poste à l'université Johns-Hopkins. Il change son nom en Fredric Wertham et obtient la nationalité américaine en 1927. En 1932, il obtient le poste très important de senior psychiatrist du département des hôpitaux de la ville de New York. Il devient ainsi directeur des services psychiatriques de plusieurs hôpitaux new-yorkais dont le Bellevue Hospital, le General Hospital du Queens et la Lafargue Clinic de Harlem.
Wertham se distingue particulièrement par ses collaborations avec les institutions judiciaires. Il intervient fréquemment dans des procès en tant qu'expert psychiatre. Il contribue à la mise en place d'un système d'évaluation psychiatrique des condamnés des tribunaux new-yorkais, novateur pour l'époque. En 1935, il se fait connaître du public avec sa participation au procès du tueur en série Albert Fish. Cité en tant qu'expert par la défense, Wertham est chargé de réaliser une évaluation psychiatrique de l'accusé. Il conclut à la folie de celui-ci, qui est pourtant déclaré sain d'esprit par le tribunal et finalement exécuté.
En 1934, il publie son premier livre, The Brain as an Organ, une étude générale de la maladie mentale basée sur les thèses d'Emil Kraepelin. Son travail qui le met fréquemment en contact avec des jeunes violents et/ou affectés de troubles psychiatriques détermine l'orientation de ses activités scientifiques ultérieures. Fidèle à son école de pensée, il recherche des facteurs environnementaux pouvant expliquer ces comportements, ce qui l'amène à s'intéresser à l'influence des médias de masse sur les enfants et adolescents. Ainsi en 1941, il publie le livre Dark Legend, où il relate l'histoire vraie d'un meurtrier de 17 ans, qui avait selon lui une obsession particulière pour les films, les feuilletons radiodiffusés, et la bande dessinée.

## Seduction of the Innocentet la croisade anti-comics

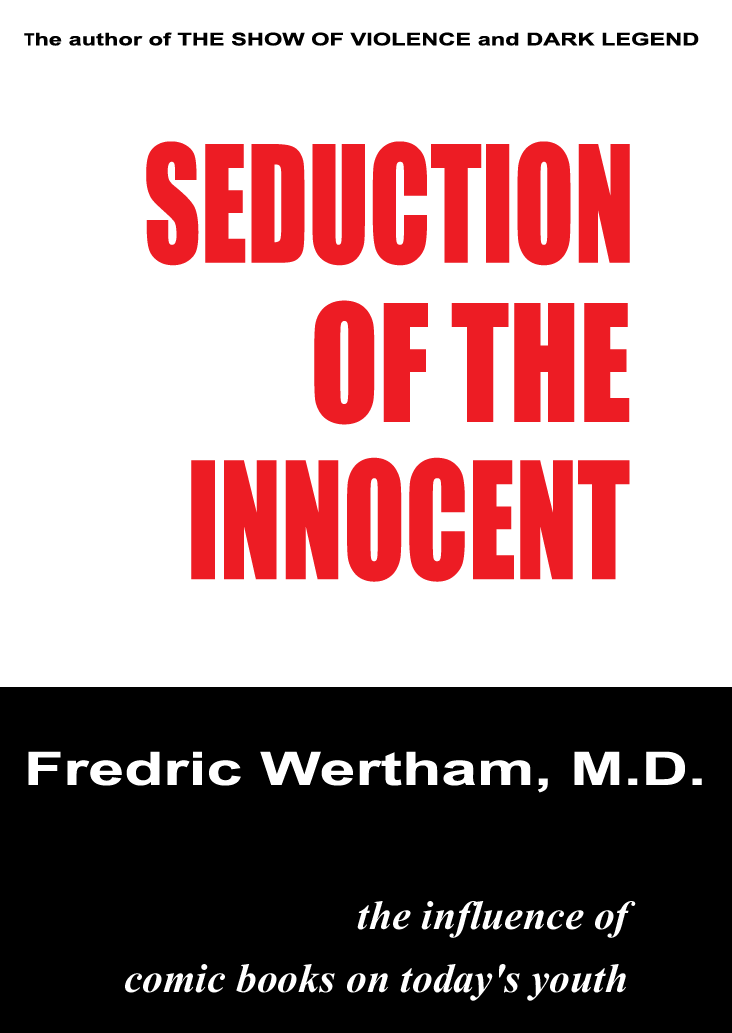
Seduction of the Innocent

À partir de 1948, il s'engage dans une campagne contre les comics. Il publie notamment une interview dans le magazine Collier's Weekly intitulée Horror in the Nursery et The Psychopathology of Comic Books dans le journal scientifique l’American Journal of Psychotherapy. Wertham n'est pas le seul à critiquer les bandes dessinées, mais ses titres scientifiques et sa qualité de témoin-expert cité par les autorités dans de nombreuses affaires judiciaires le rendent particulièrement convaincant.
Il atteint le summum de son influence en 1954 avec la publication de son livre Seduction of the Innocent. Il y décrit de nombreuses représentations ouvertes ou suggérées de scènes de violence, de sexe, d'usage de drogue et autres thèmes adultes qu'il a relevé dans ce qu'il appelle les crime comics. Pour lui ceux-ci incluent tout comics contenant des scènes de crime, qu'ils soient consacrés à des histoires de gangsters et d'affaires de meurtre (un genre très populaire à l'époque), de super-héros ou d'horreur. Il relate également des crimes commis par des lecteurs de comics, martelant sa thèse : la lecture de comics pousse les jeunes au crime. Il va jusqu'à dire que « Hitler était un débutant au regard de l'industrie des comics » quant à l'enseignement de la violence et du racisme, Le livre devient un best-seller ; des extraits en sont publiés dans des publications telles que le Reader's Digest, augmentant encore son impact.
La publication du livre coïncide avec les travaux d'une commission d'enquête du Congrès sur la délinquance juvénile. Avec l'émoi provoqué par son ouvrage, il est inévitable que Wertham soit amené à témoigner. Effectivement convoqué devant cette commission, il y répète ses thèses : les comics sont l'une des causes de la délinquance juvénile ; son prestige dû à son rôle de témoin expert dans plusieurs procès importants lui assure la plus grande attention de son auditoire. Ce n'est pourtant pas ce témoignage qui obtient le plus grand retentissement, mais celui de l'éditeur William Gaines. Sa maison d'édition, EC Comics publie alors les comic books aux thèmes les plus adultes du marché, notamment dans le genre de l'horreur. Désireux de défendre son activité, Gaines décrit la couverture de l'une de ses publications où apparaît une tête de femme décapitée comme « de bon goût ». Reprise dans les journaux, cette réponse interprétée comme le symbole du cynisme des éditeurs dispose le public défavorablement à leur égard. Dans ses conclusions, la commission ne préconise pas de mesure précise, mais recommande aux éditeurs d'adoucir d'eux-mêmes leurs publications.
Craignant la mise en place d'une législation de censure gouvernementale, les principaux éditeurs créent un organisme appelé Comics Code Authority (CCA) chargé de définir et faire appliquer un ensemble de règles sur le contenu approprié dans les comics. Wertham critique la mise en place du CCA, le considérant trop proche des éditeurs qu'il estime incapables de s'auto-réguler. Dès 1955, il témoigne devant un comité du New York State Legislature (organe législatif de l'État de New York) que les comics ne sont pas meilleurs sous le code qu'auparavant, montrant comme preuve un fouet et un couteau acheté à partir des publicités présentes dans un comic book portant le sceau du CCA. Pourtant, l'instauration du Comics Code a eu un réel effet : à l'instar d'EC, de nombreux éditeurs ont fait faillite ou tout du moins arrêté leurs séries les plus adultes ; en moyenne, les comics sont devenus beaucoup plus édulcorés qu'auparavant.

## Carrière ultérieure
La publicité autour des thèses de Wertham concernant l'influence néfaste des médias en général et des comics en particulier sur les jeunes a éclipsé ses autres travaux, qui ont essentiellement tourné autour des thèmes plus larges de la violence et de la protection des enfants contre les traumatismes psychologiques. Ainsi l'un de ses articles sur les conséquences psychologiques de la ségrégation raciale dans les écoles a été utilisé dans l'arrêt de la Cour suprême Brown v. Board of Education qui la déclara inconstitutionnelle dans les établissements scolaires publics. Un autre de ses ouvrages, Le signe de Cain, publié en 1966, traite notamment de l'implication de membres du corps médical dans la Shoah.
Wertham a toujours nié avoir été en faveur de la censure ou être opposé à la bande dessinée en soi : « I had nothing whatever to do directly with the comics code. Nor have I ever endorsed it. Nor do I believe in it. ». Dans les années 1970, il s'intéresse au monde des fanzines écrits par les amateurs de comics à propos de leur passion. Dans son dernier livre, The World of Fanzines: A Special Form of Communication, publié en 1973, il se montre très positif concernant cette activité, qu'il juge saine et créative. Cet ouvrage l'amène à être invité à la New York Comic Art Convention (principal festival de bande dessinée américain de l'époque). Il y est accueilli avec hostilité et même quelque peu chahuté, certains fans lui reprochant toujours son hostilité passée à l'égard des comics. Cet événement marque la fin de son intérêt pour les comics.
Il meurt en 1981 à Kempton en Pennsylvanie.

## Évaluation des thèses de Wertham
Les thèses de Wertham sur le lien entre comics et violence juvénile ont été critiquées entre autres pour leur manque de rigueur scientifique (absence de données chiffrées, témoignages pris pour argent comptant sans recul critique) et pour leur présentation erronée voire mensongère de certains des comics cités.

## Publications
- (en) Dark Legend, Duell, Sloan and Pearce, 1941 ; trad. fr. par Edith Caron et Jacques Papy "Noire Légende", Le club français du livre, 1950
- (en) The Show of Violence, Doubleday, 1949
- (en) Seduction of the Innocent, Amereon Ltd, 1954  (ISBN 0848816579)
- (en) The Circle of Guilt, Rinehart, 1956
- (en) A Sign for Cain: An Exploration of Human Violence, Hale, 1968  (ISBN 0709102321)
- (en) The World of Fanzines: A Special Form of Communication, Southern Illinois University Press, 1973  (ISBN 0809306190)